# Freca
Der weibliche Vorname Freca ist wie auch die ähnlichen weiblichen Vornamen Freka, Frecka, Frika, Frica, Freke und Frike vor allem im niederdeutsch-friesischen Sprachraum teilweise schon seit dem 16. Jahrhundert bezeugt. 

## Nordischer Sprachraum
Alle genannten Namen lassen sich auf den altdeutsch-germanischen männlichen Namen Friedrich zurückführen, der aus den germanischen Elementen frithu- in der Bedeutung „Friede, Schutz“ und rihhi „reich, mächtig, hoch; Herrschaft, Herrscher“ gebildet wurde. Im Mittelalter war Friedrich ein beliebter Herrschername. Seit dem 8. Jahrhundert sind auch die ähnlichen männlichen Namen Frico, Friko, Fricco, Fricko, Frecco, Freco, Frekin und Frican bezeugt, die auf das germanische freka- in der Bedeutung „kampfgierig“ zurückgehen. In altgermanischen poetischen Texten erscheinen u. a. auch solche männlichen Namen wie z. B. Hildfreca, gebildet aus hildiö- „Kampf“ und freca „Held, Krieger“, in der Bedeutung „Kampfheld“. Dem germanischen freka- entspricht das angelsächsische poetische freca „Held, Krieger“. Es geht auf das altenglische frec in der Bedeutung „mutig, tapfer, kühn“ zurück (vgl. dazu auch das gotische friks, das altnordische frekr und das althochdeutsche frech). 
J. R. R. Tolkien hat sich wohl vom altenglischen freca (Held, Krieger) bei seiner Figur Freca in seinem Werk Herr der Ringe inspirieren lassen.
In Deutschland wird der Name wegen seiner Endung -a in der Regel als ein weiblicher Vorname verstanden. Die bekannteste Namensträgerin in Deutschland war die Schauspielerin, Autorin und Regisseurin Freca-Renate Bortfeldt.

## Südlicher Sprachraum
Im süddeutschen Sprachraum wird das Wort Frecker ebenso als [freggà] ausgesprochen wie Freca.